# Schloss Ernsthofen

Schloss Ernsthofen um 1895 (Teilansicht)

Das Schloss Ernsthofen liegt im Ortsteil Ernsthofen der Gemeinde Modautal im Landkreis Darmstadt-Dieburg in Hessen. Es befindet sich in Privateigentum und kann nicht besichtigt werden.

## Geographische Lage
Die Burg im Nordwesten des Vorderen Odenwalds liegt am Westrand der Ortslage von Ernsthofen in der Schlossstraße 19. Die das Modautal erschließende Talstraße führt knapp östlich und unterhalb der Schlossanlage vorbei. Auch die von Osten kommende Einmündung der Straße von Groß-Bieberau liegt ganz in der Nähe. Die Ränder des Odenwaldes, im Westen die Bergstraße bei Seeheim-Jugenheim, im Norden das Reinheimer Hügelland hinter Ober-Ramstadt und im Osten die Gersprenzniederung bei Groß-Bieberau sind jeweils rund sechseinhalb Kilometer entfernt.

## Geschichte

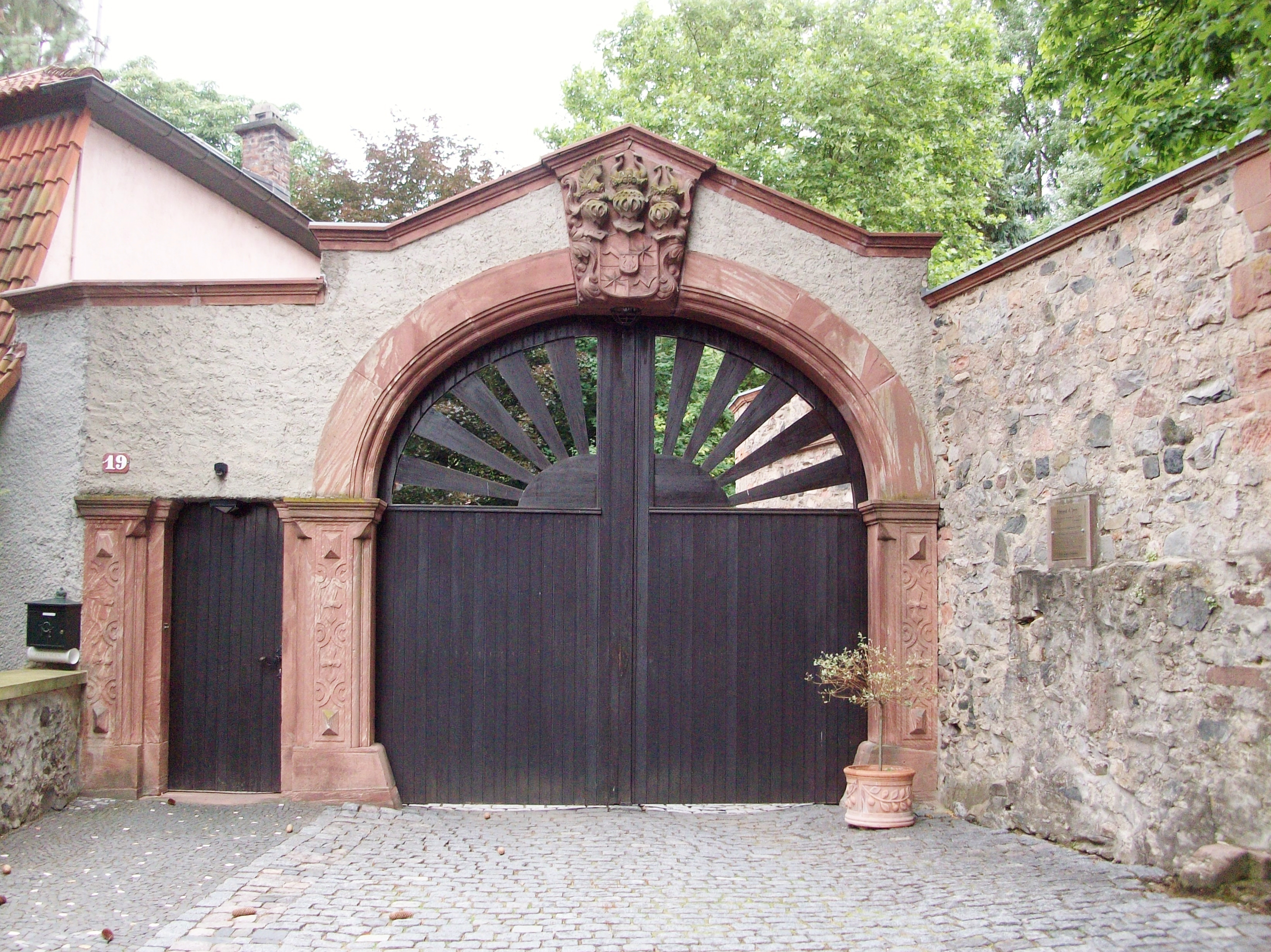
Eingang zum Schloss mit Wappen und Gedenktafel

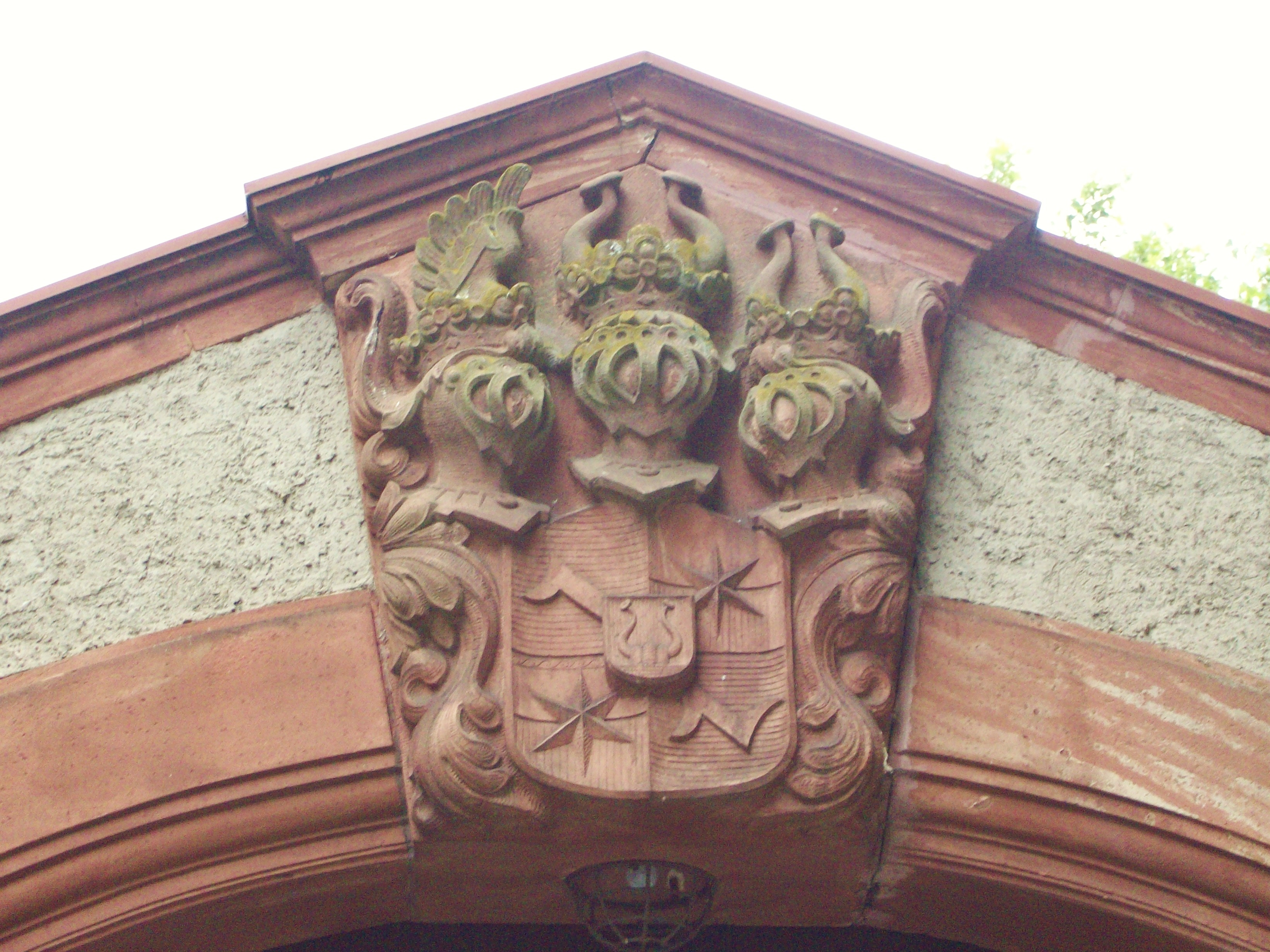
Das Wappen im Detail

Die Anfänge des Schlosses Ernsthofen gehen auf eine fränkische Siedlung des 8./9. Jahrhunderts zurück. Der frühere Hof des Ernst, der im 12. bis 13. Jahrhundert zur Burg ausgebaut wurde, soll auch namensgebend für den Ort Ernsthofen gewesen sein. Ziel war sicher die Errichtung einer Sperre des Modautals, um die Kontrolle über die Region ausüben zu können.
Erste nachweisliche Besitzer sind die Herren von Raben(h)old zu Ernsthoffen (Rabenold zu Ernsthofen) im beginnenden 15. Jahrhundert. 1440 werden sie beim Verkauf der Burg und des Dorfes an die neuen Herren von Wallbrunn urkundlich erwähnt.
Die Burg als territorialer Mittelpunkt war vielleicht in seiner Funktion in Nachfolge zur im 14. Jahrhundert zerstörten Raubritterburg der Kalbe von Reinheim zu sehen, welche auf einem Hügel bei Nieder-Modau gelegen war. Zunächst war Ernsthofen nur ein Stützpunkt der Herren von Bickenbach gegen die Burg Lichtenberg der Grafen von Katzenelnbogen, später konnten die Herren von Wallbrunn die Lehenshoheit der Herren von Bickenbach durch Kauf aufheben.
Die Wallbrunner waren Dienst- und Burgmannen der Grafen von Katzenelnbogen. Mit dem Erwerb der Burg gelang es den Herren von Wallbrunn eine eigene kleine Herrschaft im Modau- und Fischbachtal bis hin zu einzelnen Lehensgütern am Otzberg und in der Zent Umstadt aufzubauen. Im Laufe des 15. und 16. Jahrhunderts wurde der Besitz ausgebaut.
Nach dem Tode der Katzenelnbogener wurden sie zu Lehensnehmern der Landgrafschaft Hessen. 1491 wurden die Schenken von Erbach kurzzeitig als Lehensherren genannt. Nach inneren Streitigkeiten der Wallbrunner, der Teilnahme am Landshuter Erbfolgekrieg (auch Bayrische Fehde genannt) auf Seiten der Pfalzgrafen 1504 und durch Parteinahme für Franz von Sickingen in dessen Fehde mit Hessen 1518 verloren die Wallbrunner mehrere Besitztümer und mussten ab 1521 Burg und Besitz von Hessen zu Lehen nehmen. Für rund 25 Jahre kommt es zum Streit mit Philipp I. von Hessen über die Hoheit der Burg Ernsthofen. 1542 wird das Dorf und Schloss durch die Streitigkeiten nach einem Brand nahezu eingeäschert, den nach Urkunden nur vier Häuser unbeschadet überstehen. Erst 1545 kamen die beschlagnahmten Lehen wieder an die Wallbrunner zurück, die sich jedoch der landgräflichen Oberhoheit unterordnen mussten und zur Zehnt Ober-Ramstadt kommen. Die Streitigkeiten setzten sich jedoch fort und 1569 wurde die Burg erneut von hessischen Truppen unter Georg I. von Hessen-Darmstadt erobert. Dieser bestätigt zwar das Lehen erneut, setzt jedoch ein Öffnungsrecht für das Haus Hessen durch.
Durch den Dreißigjährigen Krieg wurde der Ort nahezu entvölkert, die Herren überstanden die Zeit in ihren Besitzungen in Darmstadt. 1694 muss sich der spätere deutsche Theologe Johann Konrad Dippel als Hauslehrer verdingend kurze Zeit im Wallbrunnschen Schloss aufgehalten haben. Nach Wiederbesiedelung, Wiederaufbau und Umbau des Schlosses wurde am 1. Mai 1722 die Herrschaft mit Schloss Ernsthofen und den Dörfern Asbach, Ernsthofen, Hoxhohl, Klein-Bieberau und Neutsch („nebst Gefällen in zwölf weiteren Orten, darunter Ober-Modau, Rodau, Waldhausen, Billings, Meßbach, Seeheim, Jugenheim, Ober- und Nieder-Beerbach, Hausen unter Lichtenberg, Güter zu Reinheim, Neutsch, vorbehaltlich landgräflicher Zentobrigkeit, und des Hofes zu Rohrbach“) endgültig an Landgraf Ernst Ludwig von Hessen-Darmstadt verkauft und am 28. Mai 1722 Schloss, Ort und Bevölkerung übergeben.
Die Landgrafen benutzten das Schloss bis 1770 als Jagdschloss. Danach stand es längere Zeit leer. Mit Beginn des 19. Jahrhunderts diente es Forstbeamten als Amtssitz und Dienstwohnung.
1918 übernahm der hessische Staat den großherzoglichen Besitz und verkaufte 1923 das Schloss in Privathand. Es ging in den Besitz des Deutsch-Amerikaners Edmund A. Stirn aus New York, der das Schloss wieder instand setzen ließ. Er richtete hier ein Kinderheim ein, dass von 1923 bis 1935 hier seinen Sitz hatte. Mit der beginnenden Zeit des Faschismus in Deutschland musste es 1935 schließen, da Stirn als Ausländer galt. Nach dem Ende des Zweiten Weltkrieges holte er seinen Neffen Friedrich Carl und dessen Ehefrau als Schlossverwalter nach Ernsthofen. Stirn vererbte das Schloss nach seinem Tod 1957 an Friedrich Carl, dieser verkaufte es um 1960 an einen Frankfurter Unternehmer. Friedrich Carl selbst behielt das Eigentum am 1923 von Edmund Stirn erbauten Verwalterhofes des Schlosses in der Schlossstraße 17. Ab dieser Zeit war das Schloss nicht mehr zu besichtigen. Ein Erwerb durch die Gemeinde Ernsthofen scheint am Verkaufspreis von rund 100.000 DM und möglichen Folgekosten gescheitert zu sein. Das Anwesen wurde seitdem restauriert und umgebaut.

## Baugeschichte

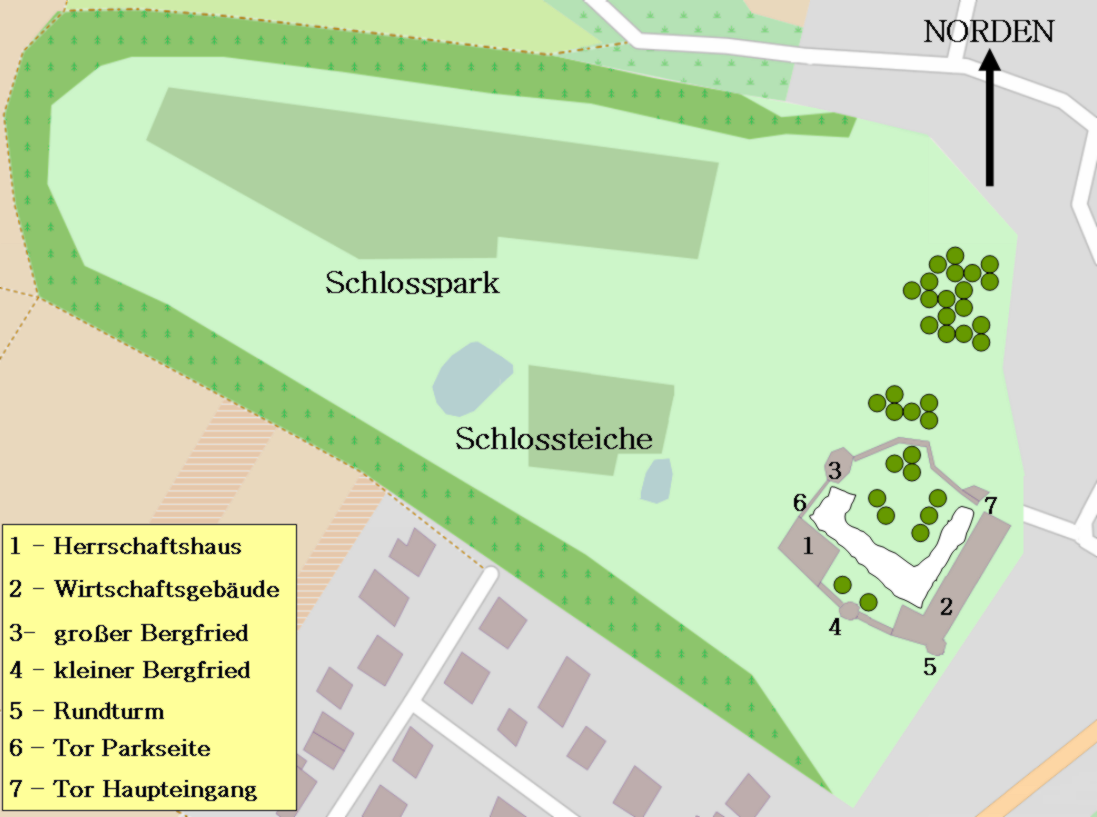
Lageplan und Aufbau des Schlosses Ernsthofen

Die Burg, die einen Hof als Vorgänger hatte, wurde als Sperr- und Kontrollanlage des Modautales als Wasserburg erbaut. Die Herren von Wallbrunn vergrößerten diese als Stammburg ihres kleinen umliegenden Herrschaftsbesitzes über mehrere Generationen. Als eine Wasserburg mit breiten Gräben angelegt, bestand die Burg anfänglich aus einer Vor- und einer Kernburg. Das Herrenhaus war winkelförmig, wovon heute nur noch der westliche Schenkel steht. In beiden westlichen Ecken war es durch Rundtürme gesichert, nur der südliche Bergfried steht noch. Der Norden wurde durch den großen Bergfried, der durch die Wehrmauer mit dem Hauptgebäude verbunden war, geschützt. Kern- und Vorburg waren durch einen breiten Graben mit Zugbrücke getrennt. Die Vorburg bestand aus zwei Gebäuden. Das innere kleinere Gebäude steht nicht mehr, nur das um- und ausgebaute lange südöstliche heutige Wirtschaftsgebäude an der Wehrmauer existiert noch. Nach Osten war der Eingang zur Vorburg U-förmig durch Wohn- und Wirtschaftsgebäude der Bediensteten umstellt. Ebenfalls nur in Resten ist der ehemalige Torturm mit Zugbrücke über den Wassergraben vorhanden, der sich an der Stelle des heutigen Haupteinganges befand.
Zwischen dem 15. bis 17. Jahrhundert (u. a. um 1592) wird die Burg durch die Herren von Wallbrunn um- und ausgebaut, deren Sitz das Schloss bis 1722 war, wobei die Burganlage mehr und mehr ihren Zweck als Talsperre verlor und zum Schloss umgestaltet wurde.
1516 wird die Schlosskapelle erwähnt, der Hl. Maria gewidmet. Schon zu Beginn des Dreißigjährigen Krieges wird eine Schule für das Dorf eingerichtet, die sich wahrscheinlich deshalb im Schloss befand, um auch den Kindern des Schlosses und seiner Gefolgsleute Unterricht zu erteilen.
Im 17. und 18. Jahrhundert diente das Schloss dann wiederholt landgräflichen hessischen Jagdgesellschaften als Quartier.
1848 bis 1852 wurde der Ostflügel des Herrenhauses abgerissen, die Wehrmauer geschleift und die Gräben verfüllt. 1923 wurde das Schloss renoviert und die Ruine des großen Burgfrieds umgebaut und mit der heutigen geschwungenen Haube versehen.

### Heutiger Bestand

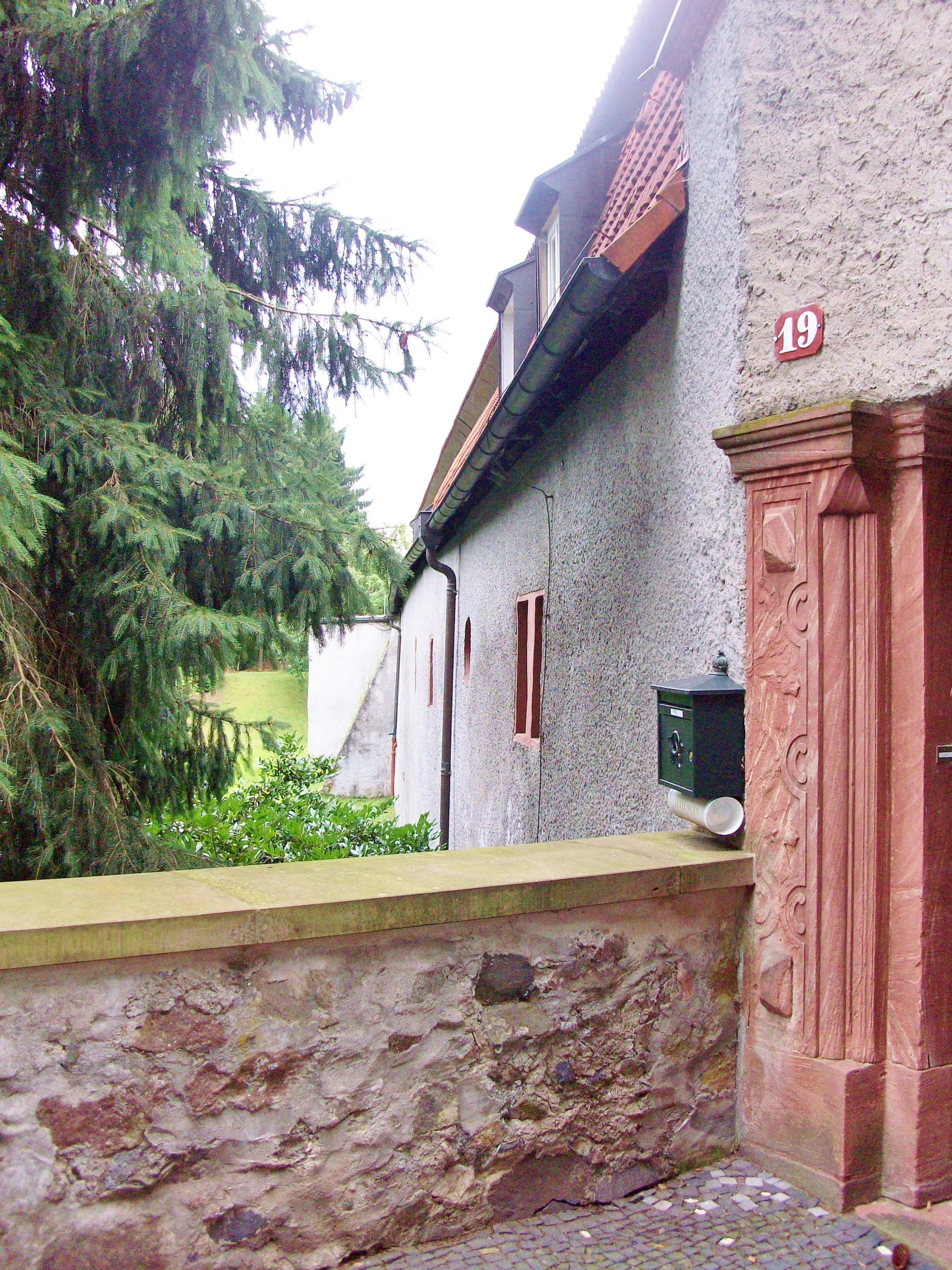
Blick vom Toreingang entlang des an die Wehrmauer angebauten Wirtschaftsgebäudes, Graben und Wall sind zu erkennen.

Die ehemalige Wasserburg ist nach dem Umbau zu einem Schloss heute noch eine in sich geschlossene Wohnanlage, bestehend aus einem Wohnbau (Herrenhaus) im Süden, einem Bergfried im Westen, mit dem Wohnbau durch eine Mauer mit Tor verbunden, und einem Wirtschaftsbau samt Tor im Osten.
Der Wohnbau aus verputztem Bruchsteinmauerwerk ist dreigeschossig, mit Mansardgiebeldach, weitgehend ein barocker Bau. Er besitzt gekuppelte Zwillingsfenster des späten 16. Jahrhunderts, so an einem altanartigen Vorbau im Erdgeschoss der Giebelseite. Das Kellergeschoss des Herrenhauses ist rippengewölbt und gehört noch spätgotischer Zeit an. Im Erdgeschoss befindet sich ein segmentbogiges Portal mit Jahreszahl 1592.
Der Wirtschaftsbau ist ein eingeschossiger Bau, der winkelförmig aus einem kurzen Südflügel und einem langen Ost-Flügel besteht. An der Südost-Ecke befindet sich außen ein Rundturm, der wohl zur Burganlage des 15. Jahrhunderts gehörte.
Damals entstand auch der runde, aus Bruchstein gemauerte Bergfried im Westen, der im 16. Jahrhundert neue Fenster und vermutlich anstelle einer Wehrplattform ein Obergeschoss erhielt. Dieses Obergeschoss wird durch ein umlaufendes Gesims abgeteilt, auf dem die gekuppelten Zwillingsfenster aufsitzen. Hofseitig ist der Turm mit einem Erker, mit drei Rundbogenarkaden und einem Dreiecksgiebel versehen.
Zum Dorf hin besitzt die Anlage eine rundbogige Durchfahrt mit Wappen im Scheitel, daneben ist die Pforte. Die Gewände sind mit Diamantquadern und beschlagwerkähnlichen Ornamenten verziert. Zwischen dem Bergfried und dem Wohnbau befindet sich noch eine Mauer mit rundbogiger Tordurchfahrt, die mit Kehle profiliert ist.
Auf mehreren Rippenschlusssteinen des Gewölbekellers und auf einer Portalgiebelseite befinden sich Wappen derer von Wallbrunn. Es ist ebenfalls ein Landgrafenportal mit Jagdenblemen und den Initialen Ernst Ludwigs erhalten. Aus der Zeit vor den Herren von Wallbrunn könnte die Spottmaske, der sogenannte Breilecker, stammen.
Das ganze Ensemble wird nach Nordwesten durch den großen Schlossgarten erweitert.

### Bauliche Besonderheiten
Die Adaption des spätmittelalterlichen großen Bergfrieds zu einem Renaissanceturm ohne nennenswerten Wehrcharakter ist, wenn auch kein untypischer Umbau bei einer Änderung vom Burg- zum Schlosscharakter, doch eine sehr bemerkenswerte architektonische Einzelheit.

## Interessantes

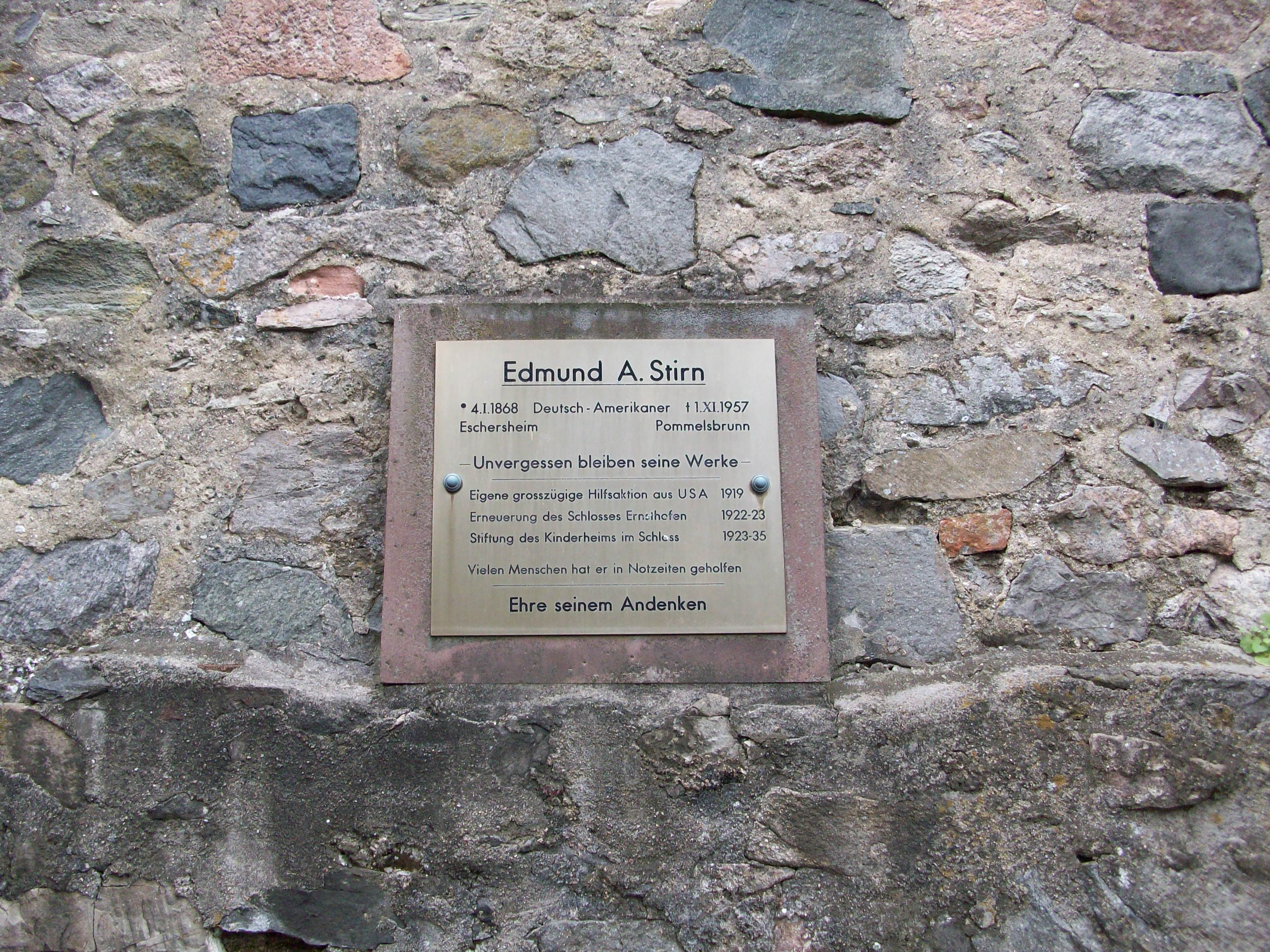
Gedenktafel für das Wirken von Edmund A. Stirn für und um das Schloss

Drei der insgesamt acht Geschütze des Schlosses Lichtenberg (davon eines im Bollwerk) stammten aus dem Bestand der Herren von Wallbrunn von der Burg in Ernsthofen. Sie kamen nach den kriegerischen Auseinandersetzungen mit den hessischen Truppen im 16. Jahrhundert dorthin.
Es gibt zwei alte Volkssagen über das Schloss: Zum einen über Die weiße Frau von Ernsthofen und Der Torwart im Schloss zu Ernsthofen.
Rechts der Toreinfahrt des Schlosses an der Wehrmauer befindet sich eine Gedenktafel für Edmund A. Stirn, einem Deutsch-Amerikaner, der sich zwischen den Weltkriegen für die Erneuerung des Schlosses einsetzte (1922–1923) und die Stiftung des dortigen Kinderheimes organisierte (1923–1935).

## Heutige Nutzung
1923 kam das Schloss in Privatbesitz. Es kann leider nicht besichtigt werden. Das Schlossensemble selbst steht unter Denkmalschutz.